# Ju-on The Curse 1
Ju-on (japonés: 呪怨; "ira" o "rencor") es una película directamente para video japonesa del año 2000 dirigida por Takashi Shimizu. Es la historia de un marido que mató a su esposa, Kayako (Takako Fuji), y a su hijo Toshio, (Ryōta Koyama). Luego el profesor de Toshio, Kobayashi (Yûrei Yanagi) lo busca pues deja de asistir a la escuela. Descubre el reciente horror que ha sucedido en su casa y por no permanecer en casa junto a su esposa, ninguno de ellos logra salvar su vida.
Ju-on fue extremadamente popular y muy bien recibida para ser una película V-Cinema de bajo presupuesto. Logró la suficiente popularidad como para generar una secuela, Ju-on 2 (2000), así como una versión mejorada para cine Ju-on: The Grudge (2002). Después de este remake para cines, se produjo una secuela Ju-on: The Grudge 2 (2003). Cada una de las películas de la serie fueron dirigidas por Shimizu.

## Sinopsis
Ju-on está dividida en seis historias:

### Toshio |俊雄|
Comienza con un profesor llamado Shunsuke Kobayashi llegando tarde a su departamento y hablando con su esposa embarazada, Manami. Discuten sobre un estudiante llamado Toshio Saeki. El muchacho ha faltado recientemente a la escuela sin justificante, mientras sus padres no le cogen el teléfono y Kobayashi está preocupado. Revisa su expediente, leyendo que su padre es Takeo Saeki, un destacado artista, y su madre Kayako Saeki. Él recuerda a Kayako en sus días de universitario. Manami la recuerda como una persona muy extraña. A la mañana siguiente, Kobayashi se dirige a la casa de Toshio y deja a Manami sola en el apartamento. Encuentra a Toshio en un lado de la casa, viendo que está en el cuarto del baño, a través de una ventana con barrotes. El chico parece amoratado y se niega a hablar con él. Después de que Kobayashi le pregunta donde está su madre, Toshio se cae en a la tina de baño. Kobayashi entra corriendo en la casa y lleva a Toshio a la sala. La casa es un desastre, pues hay basura por todas partes. Después de una breve conversación con el muchacho, Kobayashi mira hacia afuera de la ventana. Él no lo sabe, pero Toshio está emitiendo extraños maullidos de gato a sus espaldas. (Escena vista en The Grudge) Después de ver la casa y seguir escuchando los maullidos de Toshio, se ve a Kayako saliendo al balcón lentamente desde el ventanal del cuarto de arriba.

### Yuki |由紀|
Un año después de la historieta de Toshio, la casa tiene nuevos inquilinos (esto se especifica una hora después) y la familia que la habita son los Murakami. La hija, Kanna, está estudiando con Yuki, su prima y tutora particular, cuando Noriko, la madre de Kanna, le avisa a las muchachas que saldrá un momento a comprar. Las chicas esuchan un maullido en el patio y Kanna comenta que hay varios gatos que rondan la casa, y Yuki le teme a los gatos, razón por la que Noriko le dice que lo ahuyentará antes de irse. Yuki empieza a escuchar ruidos extraños, aunque Kanna no los nota. Luego Kanna se retira rápidamente de la casa pues ha recordado que debía dar de comer a los conejos de la escuela con su amiga Hisayo (descrito en el cortometraje Katasumi), pero no sin antes molestar a su hermano Tsuyoshi y hablarle a Yuki sobre su nueva novia Mizuho. Kanna ahora deja sola en su cuarto a Yuki. En ese momento, ella escucha un ruido más pronunciado, pero intenta distraerse escuchando música en sus auriculares, aunque la voz de su intérprete va bajando, hasta que el aparato finalmente se avería. El ruido, cada vez más audible, parece provenir del ático. Ella recoge sus cosas e intenta irse. Al salir de la habitación, se encuentra con las ventanas cerradas y el vestíbulo completamente a oscuras, y llama en voz alta a Tsuyoshi, pero nadie contesta. Un gato (Mar) aparece repentinamente en la oscuridad del vestíbulo, y Yuki, asustada, retrocede y tropieza dentro del armario del cuarto de Kanna. El ruido es más fuerte, y ella descubre que el clóset da hacia el ático y decide investigarlo mirando en la abertura superior. Yuki saca un mechero para vislumbrar mejor, pero entonces algo se acerca hacia ella hasta quedar justo frente a su rostro; al encenderlo, revela el rostro de Kayako, y entonces Yuki es arrastrada hacia el ático, siendo asesinada. Abajo, Tsuyoshi, inconsciente de lo que ha sucedido arriba, sale de la casa para reunirse con Mizuho en su escuela manejando su bicicleta (descrito en el cortometraje 4444444444).

### Mizuho |瑞穂|
Tamura Mizuho se encuentra en la escuela esperando a Tsuyoshi, ella alcanza a ver su bicicleta y su mochila. Cerca de ella encuentra un teléfono celular ensangrentado. Ella le pregunta a un compañero si ha entrado con Tsuyoshi al colegio, pero obtiene una respuesta negativa, por lo que acabamos entrando en el edificio. Después de esperar por un tiempo, la conserje se le acerca para decirle que se vaya a casa, pues está cerrando la escuela. Al preguntarle si alguien estaba en el edificio, la conserje le dice que no hay nadie. Ella le ayuda a Mizuho a buscar a Tsuyoshi Murakami, voceándolo desde la sala de maestros, para luego decirle a Mizuho que permanezca ahí mientras revisaba en la escuela de nuevo, y que la esperen en caso de que Tsuyoshi aparezca. Mizuho llama a la casa de los Murakami, donde Noriko le informa que Tsuyoshi no se encuentra en casa, pero después le dice que espere un momento, pues parecía que Tsuyoshi acababa de llegar. Cuando Mizuho prende las luces, estas parpadean y se descomponen. Noriko ya no responde en el teléfono, y Mizuho se da la vuelta, detectando otra presencia. Ella se sienta y juega con una lámpara del escritorio, hasta que deja de funcionar. Mizuho se asoma debajo del escritorio, descubriendo que está desconectada, y cuando procede a enchufar la clavija dentro del enchufe ve un par de pies blancos descalzos que pasan corriendo. El teléfono en la mesa empieza a sonar, y ella al intentar alcanzarlo desde debajo del escritorio, sujeta el pie de otra persona (escena similar a The Grudge 2). La mesa empieza a sacudirse, y Mizuho grita todo lo que puede hasta que logra escuchar el ruido continuo del teléfono. Mizuho sale de debajo de la mesa, y alcanza a ver que el número del llamador es 4444444444 (el número cuatro (四) en japonés se pronuncia shi, igual que la palabra "muerte" (死)). Ella cree que es momento de marcharse, pero decide esperar a la conserje y contesta el teléfono (que todavía está sonando). El llamador le contesta con un maullido, y Mizuho siente que algo le toca y le sujeta la pierna. Cuando ella mira hacia abajo, ve a Toshio, quien sonríe y maúlla una vez más mientras la cámara fotográfica enfoca su boca (escena similar al corto 4444444444).

### Kanna |柑菜|
En la oficina de un juez de instrucción, dos detectives, Yoshikawa y Kamio, entran e investigan un misterioso cuerpo (Yoshida Hisayo) que fue encontrado desmembrado y retorcido brutalmente en una escuela por la conserje, con un conejo muerto y una mandíbula por dentro. El cuerpo de a quien la mandíbula era perteneciente no fue encontrado, y no pertenecía al cadáver presente. Un cadete viene a testificar que vio a dos muchachas dando de comer a los conejos, Yoshida Hisayo y Murakami Kanna. Fuera de ahí, Yoshikawa pregunta a Kamio si una persona puede vivir sin su quijada cuando la ha perdido de esa manera. De vuelta a la casa de los Murakami, Noriko regresa de sus compras y revisa la correspondencia del buzón, de la cual había un envío erróneo en el destinatario, pues se dirigía a Takeo Saeki. Luego sube al segundo piso para buscar a Tsuyoshi y a Kanna, pero no encuentra a ninguno de los dos. Abajo, recibe una llamada de Mizuho preguntando por Tsuyoshi (esta es la llamada que realiza Mizuho en el capítulo anterior). Noriko le responde que su hijo no se encuentra en casa, pero luego le advierte que alguien vino y se dirige a ver quién es. Al recoger su monedero del suelo, nota que hay un rastro de sangre humana que viene de la persona que acaba de subir las escaleras. Quien quiera que fuera la persona estaba completamente golpeada y ensangrentada. Noriko sigue a esa persona, repitiendo el nombre de su hija antes de preguntar "¿Quién eres?" La persona lentamente se gira y Noriko grita aterrorizada, revelando que se trata de Kanna, ahora sin su mandíbula y poseída por Kayako.

### Kayako |伽椰子|
Este capítulo es la continuación del de Toshio y ocurre un año atrás de los tres capítulos anteriores, donde Kobayashi entra a la casa de los Saeki. En la última hora de la tarde, Kobayashi consigue impacientemente llamar a Manami, pero ella le dice que alguien toca la puerta y cuelga. Kobayashi encuentra a Toshio dibujando en su cuarto garabatos extraños de su gato y de sus padres. Lo deja y camina en el segundo piso. La puerta de un dormitorio se abre, Kobayashi entra al cuarto. En un escritorio se encuentran muchas fotos familiares rotas y pegadas con celo, excepto la cara de Kayako, que esta recortada en cada una de ellas. Debajo de ellas encuentra un diario, perteneciente a Kayako. Lo lee, descubriendo que ella estaba obsesionada con él. Tira el diario y camina lejos, pero escucha moscas zumbar en el armario. Enciende su lámpara, mirando en el ático, y ve el sangriento cuerpo de Kayako en una bolsa de plástico. En shock, escapa fuera del cuarto, toma a Toshio y las cabezas, listo para marcharse. Ya ha anochecido. Antes de salir con Toshio, su celular suena. Es Takeo Saeki, llamándolo en una cabina telefónica cerca del apartamento de Kobayashi diciéndole que su bebé ha muerto, intuyendo que tomó al feto del cuerpo de Manami, matándola y diciendo que es una niña (escena vista dentro de Ju-on: The Curse 2). El indica que ha dejado a Toshio para que el profesor se haga cargo de él, creyendo que es su hijo verdadero, y Kobayashi cae al suelo, tirando el teléfono. Toshio toma el teléfono y empieza hablar con su madre, pero entonces, le bufa como un gato. Kobayashi empieza a darse cuenta de que Toshio no es el que parece. Se abre una puerta del dormitorio de arriba y se oye un ruido de una bolsa mojada arrastrándose. Kobayashi mira hacia la escalera y ve a Kayako ensangrentada bajando de las escaleras. Kobayashi se sostiene contra la puerta, y ve a Toshio maullando. La puerta se abre por sí misma, y Kayako se queda mirando a Kobayashi encima de él. Ella se acerca repentinamente hacia su cara, mientras Kobayashi tiene un ataque al corazón. Toshio continúa maullando en el teléfono. Takeo tiene el bebé de Kobayashi muerto dentro de un saco, golpeándolo contra postes y varandillas en medio de una calle cercana a la cabina de teléfono. Cae en el suelo cerca de un montón de bolsas de basura. Algo dentro de las bolsas de basura lo asusta y lo hace retroceder, finalmente, Takeo es asesinado por el fantasma de Kayako en una de las bolsas.

### Kyôko |響子|
Suzuki Kyôko es invitada por su hermano Tatsuya para verificar que la casa recientemente ha sido comprada a bajo costo con la firma de los bienes raíces. Al parecer, los integrantes de la familia Murakami (la familia que ahí vivía), están muertos o desaparecidos. Kyôko posee una sensible habilidad psíquica, pues es naturalmente sensible al mundo de lo sobrenatural. Sobre la casa, ella siente unas vibraciones artificiales. Al entrar en la casa, ve algo que se mueve a través de una pequeña ventana en el dormitorio superior. Kyôko revisa la correspondencia (aún se encontraba ahí después de que la casa fue habitada por los Murakami) para ver que estaba dirigida a Takeo Saeki. Mientras que Tatsuya se apresura en bajar, ella siente una presencia en el piso superior que asciende lentamente, cuando ve a Kayako andando en su cuarto. Kayako se encorva hacia abajo lentamente dirigiéndose hacia ella, y Kyôko puede ver la cara de alguien más. Ella sigue a Kayako hacia su cuarto, con Tatsuya marcando el camino de adelante con una etiqueta. En ese sitio, Kyôko le pide a su hermano que traiga una botella de sake. Ella deja las cartas sobre la mesa mientras oye un ruido extraño en el ático. Cuando Tatsuya le trae una botella de sake, Kyôko toma un trago y lo embucha fuera de la ventana. Ella dice que deben dejar el sake en ese sitio por un tiempo, y hacer que los compradores potenciales de la casa lo beban. Indica que el sake es sensible a los espíritus y que la gente nunca debe entrar a la casa, solicitando que la casa no sea vendida a nadie más. Huye rápidamente, dejando a su hermano para tomar un trago. Él de ninguna manera lo escupe hacia afuera y se dirige a hacer sus negocios. Una hora más tarde, Tatsuya comenta que vendió la casa sin saber nada de la situación. Igualmente le pide a su hermana que revise a su hijo más adelante. Kyôko decide inspeccionar la casa una vez más, ahora perteneciente a la familia Kitada. Cuando ella ve a Kitada Yoshimi (la esposa) a través de una ventana con un vestido blanco es cuando finalmente voltea su rostro, teme adelantarse pero se da cuenta de que esa mujer está poseída por Kayako.

## Muertes (en orden de aparición)
| Víctima   | Asesino |
| --------- | ------- |
| Yuki      | Kayako  |
| Tsuyoshi  | Toshio  |
| Kanna     | Kayako  |
| Hisayo    | Kayako  |
| Mizuho    | Toshio  |
| Noriko    | Kanna   |
| Manami    | Takeo   |
| Kobayashi | Kayako  |
| Takeo     | Kayako  |

- Las muertes de Tsuyoshi, Kanna y Hisayo no se ven en esta película. La muerte de Tsuyoshi se puede ver en el cortometraje 4444444444 y las muertes de Kanna y Hisayo en el cortometraje Katasumi.
- En Ju-on 2 los detectives Kamio y Yoshikawa hablaban de la muerte de la familia Murakami en donde dejaban claro que Tsuyoshi y Yuki estaban desaparecidos, Kanna y Noriko fueron encontradas muertas y se mencionó al padre de Tsuyoshi y Kanna que estaba internado en el hospital y se deja claro que el Sr. Murakami fue asesinado por Kayako un mes después de los asesinatos del resto de su familia.

## Cronología
Aquí se encuentran los sucesos de la película en orden cronológico:
- Takeo asesina a su mujer Kayako, a su hijo Toshio, y a su gato Mar, y así nace la maldición que mata a todo el que entra en contacto con la casa en la que murieron Kayako y Toshio o con la gente ya maldita.
- Kobayashi se preocupa por la inasistencia injustificada a la escuela de Toshio, uno de sus más destacados alumnos.
- El Sr. Keichi Murakami es hospitalizado por un accidente casero.
- Kobayashi va a la casa de los Saeki y encuentra a Toshio actuando de manera extraña, decide ingresar a la casa y encuentra toda la casa repleta de basura y decide hablar con Toshio por un momento. Luego, llama a su esposa Manami para ver como estaba y ella le dice que tiene que colgarle porque alguien toca la puerta. Toshio comienza a emitir maullidos sin que Kobayashi se dé cuenta.
- Takeo asesina a Manami de una manera inhumana, masacrándola con un cuchillo y arrancándole del vientre a su bebe que estaba esperando y lo guarda en una bolsa.
- Kobayashi investiga la casa de los Saeki y encuentra el diario de Kayako donde se revela que ella estaba enamorada de él y luego en el ático encuentra el cadáver de Kayako y decide escapar con Toshio.
- Takeo va con el cuerpo del feto de Manami hasta una caseta telefónica y llama al teléfono móvil de Kobayashi.
- Kobayashi atiende y cuando Takeo le da la noticia de cómo mató a su esposa, él casi se desmaya, Toshio toma el teléfono y habla con su madre muerto. Entonces, Kayako baja arrastrándose por las escaleras y Kobayashi muere por un paro cardíaco.
- Takeo se marea después de golpear la bolsa del bebé y cae en una pila de bolsas blancas en una avenida principal, cuando Kayako aparece en unas bolsas y lo mata.
- Un año después, la familia Murakami se instala en la antigua residencia Saeki.
- Yuki va a visitar a su tía, Noriko, y a sus primos, Tsuyoshi y Kanna, ella tiene una fobia a los gatos y le molestan sus apariciones por la casa.
- Noriko sale de compras al supermercado.
- Yuki y Kanna empiezan a hacer las tareas y esta última se va a la escuela dejando a Yuki sola.
- Tsuyoshi se despierta malhumorado por una pelea con su novia, Mizuho, y va a la cocina a desayunar.
- Yuki escucha ruidos raros provenientes del ático, luego de que un gato la asuste, ella sube a revisar y al estar muy oscuro decide usar un encendedor. Al encenderlo, el espíritu de Kayako la arrastra hacia el ático.
- Tsuyoshi sale de la casa sin saber qué ha pasado con Yuki.
- Kanna llega a la escuela y con su amiga Hisayo alimentan a los conejos.
- Tsuyoshi llega a la escuela por la parte de atrás y encuentra un celular sonando y atiende, pero nadie le contesta.
- Kanna se corta con un vidrio, por lo que Hisayo va a buscar el botiquín de primeros auxilios. Mientras está fuera, Kanna es atacada por Kayako quien la asesina.
- Tsuyoshi contesta otra vez el celular y esta vez escucha unos maullidos, y al preguntar si alguien lo está viendo, a su lado aparece Toshio quien escupe una baba negra frente a él.
- Mizuho llega a la escuela y encuentra la bicicleta de Tsuyoshi y un celular ensangrentado.
- Hisayo va a ver a Kanna y encuentra el conejo de muerte, junto con sangre y desorden por todos lados. Kayako se le aparece y la asesina, rompiendole el cuerpo. Antes de matarla, el fantasma de Kanna se le aparece también, ensangrentada y con el uniforme desgarrado. Antes de ser asesinada por Kayako, Hisayo se defiende de Kanna, arrancándole la mandíbula con una pala de jardinería que había en el suelo.
- Mizuho y el conserje de la escuela buscan a Tsuyoshi, al no encontrarlo el conserje decide ir a buscarlo, Mizuho escucha el teléfono sonar y atiende y escucha unos maullidos, extraños y tira el teléfono y se rompe.
- Noriko llega a la casa del supermercado, no encuentra a nadie en casa.
- El conserje encuentra el cuerpo de Hisayo y llama a la policía.
- Mizuho llama a la casa de Tsuyoshi para saber que paso con él, Noriko le contesta, pero le dice que tampoco sabe nada de él.
- Kanna, poseída por Kayako, llega a la casa y entra sin que Noriko lo sepa.
- El cadáver de Hisayo es llevado a la morgue, los detectives Yoshikawa y Kamio examinan el cadáver y descubren una mandíbula que no pertenece a Hisayo, ellos creen que sea algo de otro mundo.
- Noriko descubre que alguien entró, al subir las escaleras ve a Kanna sin su mandíbula y deforme. Luego esta la mata llevándola al ático.
- Mizuho descubre a Toshio detrás de ella y este la asesina haciendo un maullido diabólico.
- El conserje descubre el cadáver de Mizuho.
- Tatsuya, un agente inmobiliario, invita a su hermana, Kyôko, a hablar sobre la venta de la casa de los Saeki.
- Kyôko investiga sobre la casa de los Saeki y descubre lo que ocurrió allí. Después de utilizar una técnica japonesa con el sake, descubre que la casa esta maldita y le pide a su hermano que no se la venda a nadie.
- El Sr. Murakami muere en el hospital, probablemente asesinado por Kayako.
- Nobuyuki, el hijo de Tatsuya, recibe la aparición fantasmal de Kayako y Toshio, pero estos no lo matan. Desde entonces, Nobuyuki queda en shock.
- Kyôko llama a Tatsuya y le pregunta si vendió o no la casa. Tatsuya le dice que le vendió la casa a la familia Kitada y luego que la técnica del sake fracasara, la maldición se suelta de nuevo.
- Tatsuya descubre el comportamiento raro de Nobuyuki y que ha quedado mudo.
- Kyôko descubre que Kayako está detrás de la familia Kitada y pronto acabará con ellos.

## Reparto
| Actor             | Rol                                                                                          |
| ----------------- | -------------------------------------------------------------------------------------------- |
| Yûrei Yanagi      | Shunsuke Kobayashi / un profesor de escuela de Toshio                                        |
| Yuue              | Manami Kobayashi / esposa de Shunsuke                                                        |
| Takako Fuji       | Kayako Saeki / esposa de Takeo / madre de Toshio / el fantasma                               |
| Takashi Matsuyama | Takeo Saeki / marido de Kayako / padre de Toshio                                             |
| Ryōta Koyama      | Toshio Saeki / hijo de Kayako y Takeo / un alumno de Shunsuke                                |
| Asumi Miwa        | Kanna Murakami / hija de Noriko / hermana de Tsuyoshi / prima y alumna de Yuki               |
| Hitomi Miwa       | Yuki Murakami/ sobrina de Noriko / profesora particular de Kanna / prima de Tsuyoshi y Kanna |
| Yumi Yoshiyuki    | Noriko Murakami / madre de Tsuyoshi y Kanna / tía de Yuki                                    |
| Kazushi Andô      | Tsuyoshi Murakami / hijo de Noriko / hermano de Kanna / primo de Yuki / novio de Mizuho      |
| Chiaki Kuriyama   | Mizuho Tamura /novia de Tsuyoshi                                                             |
| Denden            | Yoshikawa / un detective policíaco                                                           |
| Taro Suwa         | Kamio / detective                                                                            |
| Yoriko Douguchi   | Nakamura / detective                                                                         |
| Yuuko Daike       | Kyôko Suzuki / hermana de Tatsuya                                                            |
| Makoto Ashikawa   | Tatsuya Suzuki / hermano de Kyôko / un agente inmobiliario                                   |
| Kahori Fujii      | Yoshimi Kitada / esposa de Hiroshi                                                           |
| Hua Rong Weng     | Hiroshi Kitada / marido de Yoshimi                                                           |

## Estreno
| País         | Fecha                   | Notas                               |
| ------------ | ----------------------- | ----------------------------------- |
| Japón        | 11 de febrero de 2000   |                                     |
| Japón        | 18 de marzo de 2000     | (Box Higashi-Nakano)                |
| Países Bajos | 11 de abril de 2003     | (Festival van de Fantastische Film) |
| España       | 14 de noviembre de 2003 |                                     |
| Islandia     | 16 de diciembre de 2004 |                                     |
| Finlandia    | 2005                    |                                     |

- Según datos de IMDb